# Jeff Lisandro
Jeffrey Dominic „Jeff“ Lisandro (* 30. Juli 1965 in Perth) ist ein professioneller australisch-italienischer Pokerspieler.
Lisandro trägt den Spitznamen Iceman und ist sechsfacher Braceletgewinner der World Series of Poker, bei der er 2009 als Spieler des Jahres ausgezeichnet wurde. Im Jahr 2019 wurde er als einer der 50 besten Spieler der Pokergeschichte genannt.

## Pokerkarriere

### Werdegang
Lisandro lernte bereits im Alter von fünf Jahren von seiner Mutter, wie man Poker spielt.
Er ist eigentlich ein Cash-Game-Spieler, der um die höchsten Einsätze spielt. Er hat sich aber immer wieder durch sehr gute Resultate auch bei Pokerturnieren in Szene gesetzt. Online spielt er auf PokerStars. Am Pokertisch kaut er regelmäßig Kaugummi, um eventuelle Tells zu unterdrücken. Bei den Turnieren der World Series of Poker (WSOP) in Las Vegas, Nevada nahm er erstmals 1997 teil; ihm gelang gleich ein Finaltisch. Er konnte außerdem insgesamt elf weitere Finaltische bei der WSOP erreichen. Im Dezember 2004 entschied Lisandro ein Heads-Up-Turnier für sich, indem er Howard Lederer im Bellagio besiegte. Er gewann 194.000 US-Dollar bei einem Startgeld von 25.000 US-Dollar. Bei einem der WSOP-Circuitturniere konnte er im Mai 2005 den ersten Platz belegen und das Preisgeld von 542.360 US-Dollar gewinnen. Er besiegte Phil Ivey bei dem Turnier am Lake Tahoe und bezeichnete dies als seinen größten Sieg. Bei der WSOP 2006 belegte er einen ausgezeichneten 17. Platz beim Main Event und erhielt dafür 659.730 US-Dollar. Während der Endphase des Turniers geriet er mit Prahlad Friedman aneinander, weil Friedman ihn beschuldigte, sein Ante nicht gezahlt zu haben. Friedman nannte ihn einen Dieb und Lisandro drohte Friedman Gewalt an. Es stellte sich heraus, dass ein anderer Spieler vergaß, Ante zu bezahlen. Dennoch vertrugen sich die beiden auch im Nachhinein nicht. Bei der WSOP 2007 gewann er sein erstes Bracelet beim Seven Card Stud (Preisgeld 118.000 US-Dollar). Zuvor war er bei einem Pot-Limit-Hold’em-Wettbewerb hinter Allen Cunningham bereits Zweiter geworden und hatte 300.000 US-Dollar erhalten. Im Jahr 2009 gewann Lisandro sein zweites Bracelet im Seven Card Stud, nachdem er bereits zuvor einen neunten Platz in dieser Variante erreicht hatte. Am 20. Juni 2009 ließ er sein drittes Bracelet folgen, indem er die Weltmeisterschaft in Seven Card Stud Hi-Lo gewann und hier die Nachfolge von Vorjahressieger Sebastian Ruthenberg antrat. Seine Dominanz im Stud-Poker untermauerte Lisandro mit dem Triple, als er am 24. Juni im Seven Card Razz sein drittes Bracelet bei der WSOP 2009 und sein viertes Bracelet insgesamt gewann. Durch seine drei Bracelets bei der WSOP 2009 wurde er der WSOP 2009 Player of the Year. Sein fünftes Bracelet gewann Lisandro bei der World Series of Poker Europe 2010 in London im Pot Limit Omaha. In derselben Variante sicherte er sich 2014 bei der World Series of Poker Asia Pacific in Melbourne sein sechstes Bracelet. Im Rahmen der 50. Austragung der World Series of Poker wurde Lisandro im Juni 2019 als einer der 50 besten Spieler der Pokergeschichte genannt.
Insgesamt hat sich Lisandro mit Poker bei Live-Turnieren mehr als 5,5 Millionen US-Dollar erspielt. Er lebt in Salerno sowie Las Vegas.

### Braceletübersicht
Lisandro kam bei der WSOP 94-mal ins Geld und gewann sechs Bracelets:
| Jahr   | Buy-in     | Turnier                                  | Teilnehmer | Preisgeld   |
| ------ | ---------- | ---------------------------------------- | ---------- | ----------- |
| 2007 E | 02.000 $   | Seven Card Stud                          | 213        | 118.426 $   |
| 2009 E | 01.500 $   | Seven Card Stud                          | 359        | 124.975 $   |
| 2009 E | 10.000 $   | World Championship Seven Card Stud Hi/Lo | 164        | 431.656 $   |
| 2009 E | 02.500 $   | Razz                                     | 315        | 188.390 $   |
| 2010 E | 05.250 £   | Pot-Limit Omaha                          | 120        | 159.000 £   |
| 2014 A | A01.650 A$ | Pot-Limit Omaha                          | 123        | A051.660 A$ |